# Santander Cycles
Santander Cycles is het Londense publieke fietssysteem. De dienst werd geïntroduceerd op 30 juli 2010. Bij de start waren er vijfduizend fietsen en 315 stallingsstations beschikbaar in centraal Londen.

## Achtergrond
In de volksmond staat het systeem ook wel bekend als de Boris Bike, naar de burgemeester van Londen Boris Johnson die een van de grote voorstanders van de invoering van het systeem was. Johnson heeft de hoop uitgesproken dat de fietsen een even typerend fenomeen voor Londen zullen worden als de zwarte taxi's en de rode dubbeldekkers.
Bij aanvang besloeg het project een gebied van 44 km2 in centraal Londen - nagenoeg hetzelfde gebied dat omvat is in zone 1 van de Travelcard, dat wil zeggen de gehele City of London en delen van de aanliggende boroughs. De kosten worden voor de komende zes jaar geschat op zo'n £140 miljoen, maar men verwacht dat het systeem (als enige van de door TfL beheerde vervoerssystemen) uiteindelijk winst op zal gaan leveren. In eerste instantie stond het systeem bekend als Barclays Cycle Hire, de firma Barclays had in ruil voor de naamsrechten £25 miljoen bijgedragen. In 2015 kwam er een andere sponsor, Banco Santander, en veranderde dientengevolge ook de naam van het systeem in Santander Cycles. Als gevolg van de sponsorwijziging worden ook de fietsen rood geverfd. Over de kleur van de fietsenstallingen is op dit ogenblik niets bekend.
De fietsen en de stallingsstations zijn in Canada gefabriceerd en gebaseerd op het Bixi systeem van de stad Montreal.

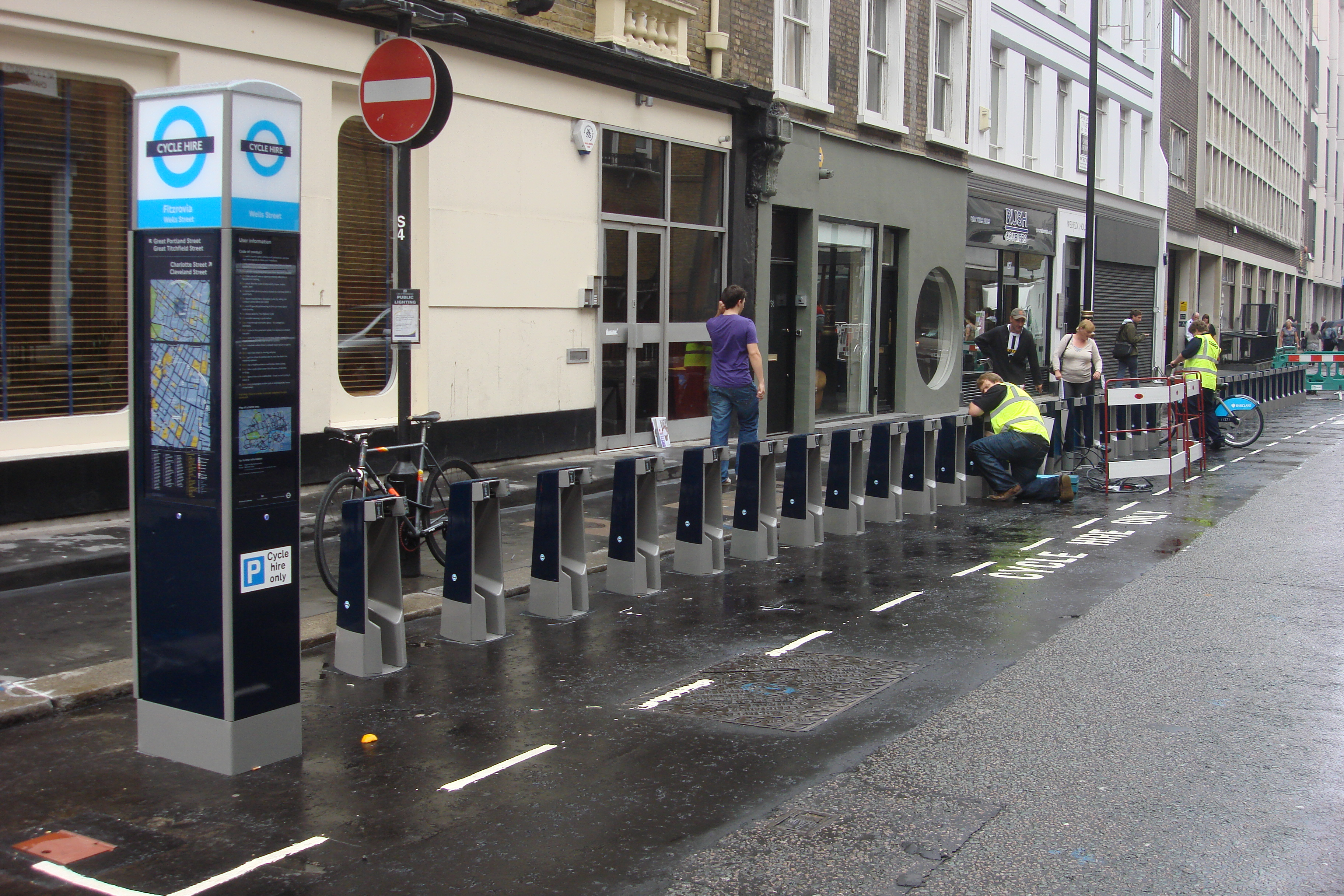
Een stallingsstation wordt geïnstalleerd in de Wells Street in Fitzrovia

## Werking
Gebruikers kunnen zich eerst registreren op de site van TfL. Hierna ontvangen de gebruikers per post een sleutel. Na activering hiervan kan de sleutel op een stallingsstation gebruikt worden om de fiets vrij te gegeven, en kan deze losgekoppeld worden. Men betaalt een wekelijkse, maandelijkse of jaarlijkse vergoeding. Er is ook ad-hocverhuur mogelijk. De gebruiker meldt zich dan bij een stallingsstation en kan betalen met een kredietkaart. De fietsen hebben geen sloten waardoor men altijd bij een stallingsstation zal moeten parkeren. Het eerste half uur is gratis, daarna lopen de kosten snel op. Dit is bedoeld om de fietsen te laten circuleren.
De stallingsstations bestaan uit een centrale terminal en een aantal fietsparkeerpalen waar fietsen van genomen en aan bevestigd kunnen worden.